# اینطوری شروع شد
اینطوری شروع شد 
(به تلوگویی: Ala Modalaindi) فیلمی محصول سال ۲۰۱۱ و به کارگردانی ناندینی ردی است. در این فیلم بازیگرانی همچون نانی، نیتیا منن، اسناها اولال، اشیش ویدیارتی و کریتی کارباندا ایفای نقش کرده‌اند.